# Облога Володимира-Волинського (1232)
Облога Володимира-Волинського (1232) — вдала спроба угорців відбити Галич у Данила через два роки після невдалої спроби і через три роки після вигнання звідти королевича Андрія Андрійовича (1229).

## Історія
Угорці взяли Ярослав, розгорнули наступ на Галич, і галицькі бояри присягнули королю.

Після цього угорці вдерлися на Волинь, прагнучи розвинути успіх. Літопис описує реакцію Андраша на організовану оборону міста:

«Така граду не изобрЕтохъ ні в НЕмЕчкыхъ странахъ!» Тако сущу, оружьникомъ стоящимь на немь, блистахуся щити та оружници подобни солнцю.

Обороною керував Мирослав, і місто встояло. У Галичі сів княжити королевич Андрій, а Белз і Червен були тимчасово повернуті Данилом Олександру Всеволодовичу.
Нова спроба угорців розвинути наступ на Волинь в 1233 році закінчилася поразкою у битві під Шумськом, що, врешті-решт, привело до остаточного витіснення їх з Галича Данилом.